# English Bazar
English Bazar, coneguda generalment com a Malda, mentre la ciutat de Malda és anomenada Vella Malda (Old Malda), és una ciutat i muniicipalitat de Bengala Occidental, capital del districte de Malda a 25° 00′ N, 88° 09′ E / 25.00°N,88.15°E prop de Old Malda a la riba occidental del Mahananda i entre les antigues capitals de Gaur i Pandua. Al cens del 2001 figura amb 161.448 habitants.
La factoria britànica es va fundar el 1876 i fou coneguda com a Engelzavad però anomenada aviat com English Bazar. El 1813 fou establerta com a capital d'un magistrat adjunt del districte de Rajshahi; un subcol·lector fou nomenat el 1832 separant la recaptació que entre 1813 i 1832 havia estat conjunta amb Rajshahi, i el 1859 es va nomenar el primer col·lector regular; el districte va quedar plenament organitzat el 1875, però mai va portar el nom de la capital sinó el de districte de Malda.